# The Capitol Albums Vol. 2
The Capitol Albums, Vol. 2 es un box set compilatorio por The Beatles con canciones de 1965 grabadas en Estados Unidos son las grabaciones del sello discográfico Capitol Records. El box, que tiene canciones en sonido estéreo en un compact disc, fue anunciado en 2006-22-03. El contenido de los CD son las grabaciones de los Beatles en Capitol Records, sacadas de los baúles, usando al productor original George Martin, en vez de aquellas grabaciones de Capitol A&R el ejecutivo Dave Dexter, Junior, quien fue quien transformó las cintas de mono aural a estéreo.
La fecha de publicación oficial es 4 de abril de 2006 era el 42 Aniversario de que The Beatles tengan 14 canciones en el Billbaord Hot 100. Esto sería una semana después de que los Beatles registraran ventas, por todo el mundo en posiciones del Billboard.
El box se pone en Billboard 200 la posición del álbum se la tomó el 29 de abril de 2006 llegó al número 46, con las ventas aproximadas de 27 000 copias. Le concedieron Disco de Oro por RIAA el 19 de mayo de 2006.

## Contenido
- El disco de la colección contiene tanto versiones en estéreo como en mono las versiones de cada álbum.
- Debajo se vincula a artículos que pertenecen a cada álbum individualmente.

|                                    |                                          |
| Disco 1: The Early Beatles         | Disco 2: Beatles VI                      |
| CDP 0946 3 57498 2 3               | CDP 0946 3 57499 2 2                     |
|                                    |                                          |
| Disco 3: Help! (Versión americana) | Disco 4: Rubber Soul (Versión americana) |
| CDP 0946 3 57500 2 7               | CDP 0946 3 57501 2 6                     |

## Versiones en mono incorrectas
Un número de copias de box sets y discos se hicieron disponibles antes del 11 de abril, la fecha de publicación de este, pro su publicación temprana en el Reino Unido y las ventas pre-ordenas, tiene marcadas algunas canciones incorrectamente en mono, hay algunas que son mezclas de  Beatles VI y Rubber Soul. Mientras las mezclas originales en mono fueron mezcladas a estéreo de las cintas guardadas por Capitol Records.
El escritor Bruce Spizer, también escribió sobre el box set, que el sitio web de admiradores de la banda WhatGoesOn.Com «es él que denomina incorrectamente las canciones en mono»
Las falsas mezclas en mono son en realidad la mezcla en estéreo distribuida en ambos altavoces. Aunque las mezclas sean técnicamente en mono, no son las mezclas originales publicadas por Capitol en 1965.
Hay algunas diferencias muy poco notables, como la mezcla real en mono de «I'm Looking Through You» (de Rubber Soul) la diferencia del principio de la canción fue encontrado en la mezcla en estéreo, mientras la contratapa abajo dice mono incluye un error.